# Public Social Private Partnership
Public Social Private Partnership (PSPP) bezeichnet Partnerschaftsprojekte zwischen privaten und staatlichen Institutionen zur Finanzierung und Ressourcengenerierung für gesellschaftliche Schutz- und Erhaltungsinteressen bzw. für Aktivitäten zur Verbesserung der Lebenssituation und Lebenschancen benachteiligter Menschen bzw. Menschengruppen. PSPP leitet sich aus der Public Private Partnership (PPP) ab. Mittels PSPP soll die Umsetzung sozialer Interessen finanziert werden. Dies können Projekte zum Beispiel im Bereich der Behindertenhilfe, zur Unterstützung von Arbeitsuchenden, zur Aus- und Weiterbildung benachteiligter Menschen, zur Beratung von verschuldeten Personen oder auch Projekte im Bereich des Umweltschutzes sein.

## Hintergrund

### PPP als Ausgangspunkt für PSPP
PPP ist, vor allem in den westeuropäischen Industrieländern, Ausdruck einer starken Tendenz der (Re-)Privatisierung. Dies wurde verstärkt durch das Ende der Hochkonjunktur und der unter anderem dadurch hervorgerufenen Strukturkrise im gemeinwirtschaftlichen Sektor (vgl. Eschenbach, Müller, Gabriel: 1993).
Das Aufkommen von Public Private Partnership zur Wahrnehmung öffentlicher Aufgaben durch die öffentliche Verwaltung gemeinsam mit privatwirtschaftlichen Unternehmen steht im Zusammenhang dieser Gegenbewegung.
Heute wird in (wirtschafts-)politischen Diskursen vor allem mit dem Fehlen öffentlicher Mittel argumentiert. Der Staat kommt immer seltener allein für die Finanzierung von Infrastrukturprojekten auf. Stattdessen werden neue Kooperationsstrategien mit dem privaten Sektor gesucht. Überdies macht die durch den Ausschreibungswettbewerb geprägte EU-Wettbewerbskonzeption für öffentliche Unternehmen neue Wettbewerbsstrategien im Sinne einer marktorientierten Aufgabenwahrnehmung erforderlich. In Privatisierungsdebatten wird zusätzlich argumentiert, öffentliche Verwaltungen seien ineffizient und sollten privatwirtschaftliche Managementkonzepte für eine effizientere öffentliche Aufgabenwahrnehmung nutzen.
Der Staat entwickelt sich von einem produzierenden Staat hin zu einem Gewährleistungsstaat, der bestimmte Aufgaben nicht mehr selbst wahrnimmt, sondern nur noch sicherstellt, dass sie erfüllt werden. Damit geht ein Wandel von einer kollektiven, durch Steuern geprägten Finanzierung von Infrastrukturmaßnahmen hin zu Finanzierungsformen, welche die Nutzer zu tragen haben (vgl. Budäus 2006).
Für das Zusammenwirken von Hoheitsträgern mit privaten Wirtschaftssubjekten wird seit Mitte der 1990er Jahre im deutschsprachigen Raum der Begriff PPP verwendet.

### PPP im Vergleich zu herkömmlicher Wahrnehmung öffentlicher Aufgaben
PPPs sind, grob zusammengefasst, Kooperationsformen zwischen öffentlicher Hand und Privatwirtschaft zur Wahrnehmung öffentlicher Aufgaben. Zu PPP gibt es mittlerweile eine weitreichende Zahl an Publikationen und Studien.
Abgegrenzt wird PPP von zwei Varianten der Wahrnehmung öffentlicher Aufgaben:
1. PPPs werden abgegrenzt von der Eigenerledigung.
Der Staat nimmt eine öffentliche Aufgabe ausschließlich mit eigenen Sachmitteln und eigenem Personal, auch durch Eigen- oder Regiebetriebe, wahr.
Zur Eigenerledigung zählen
a) Herkömmliche Beschaffungsmaßnahmen, wie z. B. der Kaufvertrag. Zu diesen unterscheidet sich eine PPP durch die meistens auf Dauer angelegte partnerschaftliche Zusammenarbeit und die Risikoteilung.
b) Formale Privatisierung (Organisationsprivatisierung). Eine öffentliche Aufgabe wird durch ein Unternehmen in privater Rechtsform (z. B. einer GmbH), welches jedoch mehrheitlich dem Staat gehört, durchgeführt.
c) Outsourcing. Eine bislang von der öffentlichen Verwaltung erbrachte Leistung wird an einen Privaten oder ein gemischtwirtschaftliches Unternehmen vergeben und von diesem erledigt (z. B. Reinigung öffentlicher Gebäude durch private Reinigungsunternehmen). Auch hier liegt keine Risikoteilung vor.
2. PPPs werden abgegrenzt von der  materiellen Privatisierung (=Aufgabenprivatisierung). Bei der materiellen Privatisierung gibt der Staat die Erledigung einer öffentlichen Aufgabe vollständig an ein privates Unternehmen ab (z. B. Müllabfuhr). Manchmal verbleiben Kontrollrechte in den Aufsichtsgremien. Materielle Privatisierungen werden nicht als PPPs angesehen.
PPPs unterscheiden sich von anderen Formen der Wahrnehmung öffentlicher Aufgaben in drei Hauptpunkten:
- Im Rahmen von PPPs wird die Führung eines Vorhabens bzw. Projekts geteilt. Kernpunkt einer PPP ist eine Risiko- und Gewinnteilung.
- Im Vergleich zu Eigenerledigung öffentlicher Aufgaben kann sich der Staat bei PPPs auf ihre Kernkompetenzen konzentrieren. Er muss zur Erledigung keine eigenen Fachleute abstellen und ist dadurch in die Umsetzung weniger eng eingebunden.
- PPPs unterscheidet von herkömmlichen Finanzierungsformen der oben erwähnte tendenzielle Wandel von auf Steuern basierten kollektiven Finanzierungskonzepten zu individuellen nutzerorientierten Finanzierungsansätzen (z. B. Autobahnmaut).

### Von PPP zu PSPP
Im Bereich der Sozialen Leistungen wurden PPPs bisher vorwiegend im Gesundheitswesen und in der Entwicklungspolitik umgesetzt. Wie aktuelle Diskussionen um PPPs im Sozialbereich zeigen (vgl. EQUAL-Entwicklungspartnerschaft „Public Social Private Partnership“, Workshop an der Universität Köln zum Thema „PPP im Sozial- und Bildungssektor“, 03/06, Tagung: „Allianzen in der Arbeitsintegration: Mehrwert für Unternehmen?“ Zürich, 10/05), bedarf es für diesen Sektor die Beachtung besonderer Rahmenbedingungen und die Erarbeitung von Kriterien, wie eine Public Private Partnership speziell im Sozialbereich ausgestaltet sein kann. Gerade die Zielsetzung einer PPP ist ausschlaggebend für die Form und Ausgestaltung der Realisierung einer Public Private Partnership. Dort wo bisherige Umsetzungen von PPPs aufgrund ihrer Ausgestaltung nicht adäquat greifen können, müssen spezifische Kriterien erarbeitet werden.
Für die soziale Zielsetzung bedeutet dies, dass Public Social Private Partnership (PSPP) nicht nur eine Erweiterung darstellt, sondern in erster Linie eine begriffliche Garantie (und damit Qualität einer PPP) dafür ist, dass in der Anwendung einer PPP
- die öffentlichen Ziele, Inhalte bzw. Aufgaben des PPP-Gegenstandes, im Sinne des Verständnisses von Gemeinwohl, Daseinsfürsorge etc., bewahrt, erfüllt und erreicht werden,
- Kooperationsinhalte bzw. -ziele ausschließlich mittel- und langfristig zur Anwendung gelangen und
- die dafür notwendigen Rahmenbedingungen und Voraussetzungen (z. B. Finanzierung) als Teil davon mitberücksichtigt und -umgesetzt sind.

Für die Öffentliche Hand hat die Spezifizierung von PPP zu PSPP folgende Bedeutung:
- Aufgaben der Öffentlichen Hand werden mittel- bzw. langfristigen Lösungen im Sinne des Gemeinwohls, der Daseinsfürsorge zugeführt und durch
- das Zuführen von Aufgaben der öffentlichen Hand zu Kooperationslösungen erweitert sich für die Öffentliche Hand deren Handlungsspielraum durch zweierlei: einerseits durch eine kooperative Form des „Outsourcen“ (inkl. Finanzierung) und zweitens durch zusätzliche Partner der Privat- und Sozialwirtschaft in der Aufgabenbewältigung.

Beide eben erwähnten Punkte machen es der Öffentlichen Hand möglich, ihren Aufgabenfeldern umfassender, professioneller, nachhaltiger und ausgeweiteter durch zusätzliche Finanz-, Know-how und Umsetzungs-Ressourcen nachkommen zu können.
Auch für die Privatwirtschaft ist PSPP die Möglichkeit durch die Kooperationsform mit Öffentlicher Hand und Sozialwirtschaft Handlungsspielräume in jeglicher (marktwirtschaftlicher) Hinsicht zu erweitern.
Durch die differenzierte Sichtweise des Modells PPP zum PSPP ist es der Sozialwirtschaft im Rahmen einer Kooperationsform zwischen Öffentlicher Hand und Privatwirtschaft möglich, mit ihrem intermediären Rollenverständnis dafür zu sorgen, dass öffentliche Anliegen zu kompetenten mittel- und langfristig Lösungen gebracht werden und Partner sowohl der Öffentlichen Hand als auch der Privatwirtschaft gemäß ihren Stärken bei gleichzeitigem Risiko-Verringerung aller Beteiligten im Rahmen der Kooperation zum Einsatz kommen. Für die Sozialwirtschaft wird durch die Mittel- und Langfristigkeit der Lösungen eine Verbesserung hinsichtlich Planung, Entwicklung und Qualität erreicht.
Letztendlich bedeutet PSPP vor allem für die Zielgruppe benachteiligter Menschen die Abdeckung ihrer Bedarfe einerseits, dass gesellschaftlich zugesicherte Leistungen mittel- und langfristig auch gewährleistet sind und anderseits ermöglicht Mittel- und Langfristigkeit durch ein PSPP, dass zukünftige Bedarfe identifiziert, antizipiert und durch proaktive Maßnahmen innovativen Leistungen und Lösungen zugeführt werden können.
Zusammenfassend lässt sich hier festhalten, dass ein PPP in der Anwendung bezogen auf soziale Ziele für Menschen in benachteiligenden Lebenssituationen sich zu einer PSPP spezifiziert. Wesentliche Indikation um PSPP-Kriterien zum Ansatz und auch zum Einsatz zu bringen, liegen in der Verfolgung öffentlicher Ziele im Sinne des Verständnisses von Gemeinwohl und Daseinsfürsorge. Und damit einhergehend bedingen sämtliche mittel- und langfristigen Erfolgsfaktoren bei der Verfolgung von Kooperationsinhalten und -zielen die Berücksichtigung von PSPP-Spezifikationen.

## Modellbeschreibung

### Beschreibung
In Mitverfolgung und Analyse der Diskussionen innerhalb Vertreter der Sozialwirtschaft zum Thema „Public Social Private Partnership“ ist folglich ebenso eine Differenzierung zwischen einer weiten und einer engen Begriffsdefinition vorzunehmen. Dabei kann die weite Definition als Basis verstanden werden, auf welcher jede Spezifizierung aufbaut.
PSPP in ihrer weiten Begriffsdefinition umfasst ähnlich wie bei PPPs Kooperationsmodelle zwischen den Beteiligten. Im Falle von Public Social Private Partnership sind dies nicht nur Einrichtungen und Unternehmen der öffentlichen Hand und der Privatwirtschaft (wie es bei PPPs der Fall ist), sondern auch Organisationen und Unternehmen der Sozialwirtschaft. Schwerpunkt wird hier auf die Partnerschaft zwischen den beteiligten Organisationen und Unternehmen gelegt, welche die gemeinsame Entwicklung und Umsetzung sozialer Ziele verfolgt.
Die zwei Hauptcharakteristika einer PSPP in der weiten Definition sind daher:
a. Soziale Zielsetzung: die Durchführung von Aktivitäten im Sinne gesellschaftlicher Schutz- und Erhaltungsinteressen bzw. für die Verbesserung der Lebenssituation und/oder Lebenschancen benachteiligter Personen oder Personengruppen
b. Partnerschaftliche Durchführung: das Konzept der Partnerschaft zwischen erstens öffentlichen, zweitens rein privatwirtschaftlichen und drittens sozialwirtschaftlichen Unternehmen und/oder Organisationen.
Die Spezifizierung des PSPP-Modells ist aufgrund der oben genannten Bedarfe der benachteiligten Personen und der Sozialwirtschaft, aber auch der öffentlichen Hand und der Privatwirtschaft sinnvoll. Damit benachteiligte Personen nicht von der gesellschaftlichen Teilhabe ganz oder teilweise ausgeschlossen sind, müssen ihre Bedarfe sowohl langfristig als auch kontinuierlich abgedeckt werden. Dazu muss die Umsetzung der sozialen Aktivitäten in diesem Sinne sichergestellt werden. Dies kann nur durch eine längerfristige Finanzierung gewährleistet werden.
Daher greift eine enge Definition von „Public Social Private Partnership“ das Finanzierungsmoment der Funktionsbeschreibung des Begriffs PPP auf, um es für soziale Interessen nutzbar zu machen. Bedeutsam ist auch hierbei der partnerschaftliche Aspekt (siehe unten). Erst durch diesen kann die Langfristigkeit und die Erweiterung der Handlungsspielräume erreicht werden.
Eine PSP Partnerschaft ist somit inhaltlich auf ein spezielles Tätigkeitsfeld bezogen und setzt sich explizit die partnerschaftlich langfristige Finanzierung und Ressourcengenerierung für Produkte und Dienstleistungen zur Verfolgung von Gesellschaftlichen Schutz- und Erhaltungsinteressen bzw. zur Verbesserung der Lebenssituation und Lebenschancen benachteiligter Menschen bzw. Menschengruppen zum Ziel: PPP als Finanzierungs- und Ressourcengenerierungs-Instrument für benachteiligte Menschen wird hier zum PSPP.
Folgende drei Haupt-Merkmale charakterisieren eine Public Social Private Partnership:
1. Erstens wird durch das „S“ des Begriffs das Ziel bzw. der Zweck des Finanzierungstools genau vorgegeben: die Durchführung gesellschaftlicher Schutz- und Erhaltungsinteressen bzw. Aktivitäten zur Verbesserung der Lebenssituation und Lebenschancen benachteiligter Menschen bzw. Menschengruppen.
Während PPPs in der Literatur dahingehend beschrieben werden, dass ihr Zweck in der Wahrnehmung öffentlicher Aufgaben im Allgemeinen liegt, wird bei PSPP die Zielsetzung auf explizit soziale Inhalte eingeengt.
2. Zweitens übernimmt eine Public Social Private Partnership den Charakter des Finanzierungs- bzw. Ressourcengenerierungs-Instrumentes.
Um im Sinne gesellschaftlicher Schutz- und Erhaltungsinteressen tätig zu sein, sprich soziale Dienstleistungen umzusetzen bzw. soziale Produkte einzuführen, bedarf es in vielen Fällen der Errichtung und Betreibung von Infrastruktur.
PSP-Partnerschaftsprojekte zielen daher zum einen auf die Finanzierung von Infrastruktur ab, welche der Umsetzung sozialer Produkte und Dienstleistungen dient. In diesem Fall folgen PSP-Partnerschaften dem Gegenstandsbereich von PPP-Projekten, welche ebenfalls üblicherweise im Zusammenhang mit Infrastruktur-Finanzierungen stehen.
Zur Durchführung sozialer Leistungen bedarf es jedoch nicht unbedingt umfassender Infrastruktur, jedoch immer einer Phase der Entwicklung, Planung und Errichtung der Voraussetzungen für die Durchführung der sozialen Leistungen. PSPP als Finanzierungsinstrument kann daher zum anderen auch zur Finanzierung der Entwicklung und Vorbereitung von sozialen Produkten und Dienstleistungen, welche keine größeren Infrastrukturinvestitionen erfordern, angewandt werden.
Je nachdem, ob Infrastruktur mitfinanziert werden muss oder nicht, gestalten sich die zur Anwendung kommenden Finanzierungsinstrumente jeweils unterschiedlich.
3. Drittens wird mit „Partnerschaft“ als Bedingung eingeführt, dass es zur Erfüllung des Tools mindestens zwei Partner unter den Bedingungen von Partnerschaftsprinzipien benötigt, die sowohl finanzielle Mitteln als auch sonstige Ressourcen zur Erreichung des gemeinsamen Ziels „S“ generieren.
Das PSPP-Charakteristika „Partnerschaft“ entspricht ebenfalls den Merkmalen einer PPP. Drei von Budäus (2006:19) für PPP kennzeichnende Merkmale werden hier integriert:
- Partnerschaftsprinzip dahingehend, dass die Ziele und Nutzenerwartungen der beteiligten Partnerunternehmen und -organisationen miteinander kompatibel sind.
- Partnerschaftsprinzip im Sinne der Schaffung von Synergiepotenzialen
- Intakt bleibende Identität der Partnerunternehmen und -organisationen

PSPP stellt auch hier ein Spezifikum gegenüber herkömmlicher Wahrnehmung öffentlicher Aufgaben dar. Anders als bei PPP-Projekten, bei welcher nur zwei Partner beteiligt sein müssen, bedeutet „Partnerschaft“ bei einer Public Social Private Partnership im Idealfall die partnerschaftliche Beziehung zwischen zumindest drei Akteuren, da es drei essentielle aber sehr unterschiedliche Rollen wahrzunehmen gilt: Die Finanzierung des Vorhabens, die Trägerschaft für die Durchführung und die Sicherstellung der Nachfrage nach den sozialen Leistungen.
In einer Public Social Private Partnership müssen somit drei Funktionen erfüllt werden:

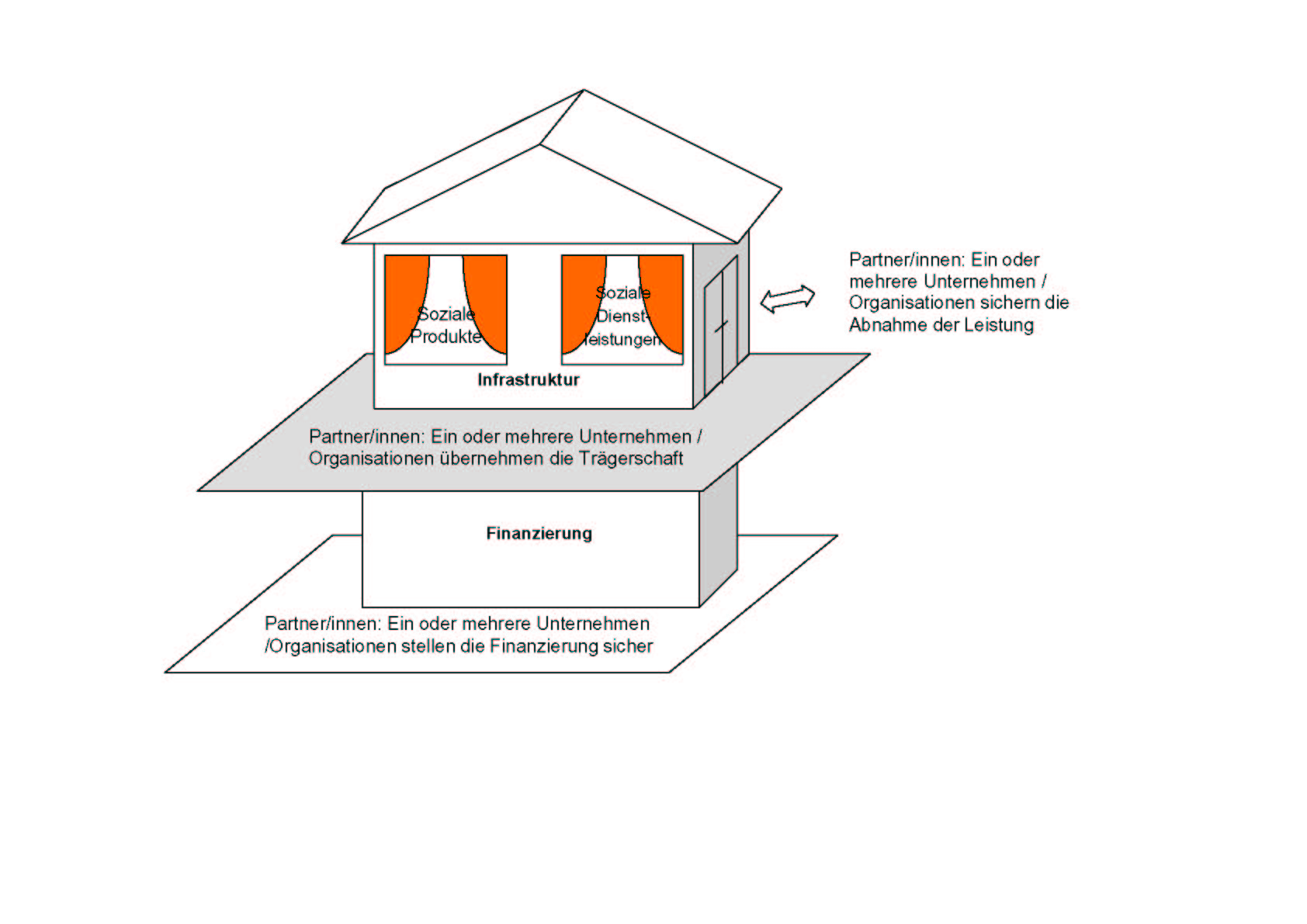
Systemische Darstellung PSPP

Zumindest eine Partnerin / ein Partner stellt die Finanzierung sicher (Finanzierungsebene), zumindest eine Partnerin / ein Partner übernimmt die Trägerschaft des Projekts und ist somit für die Koordination des Projekts von der Planung über die Errichtung bis hin zur Umsetzung des sozialen Produkts bzw. der sozialen Dienstleistung zuständig (Trägerschaftsebene) und wiederum zumindest eine Partnerin / ein Partner stellt den Zahlungsfluss sicher, indem sie/er die Abnahme ebendieser Leistung gewährleistet und somit auch zur Finanzierung beiträgt.
Diese drei Funktionen werden – wie unter Rollen und Funktionen ausgeführt – im Idealfall durch drei Partnerunternehmen bzw. -organisationen ausgefüllt, welche über die jeweiligen Kompetenzen und Zuständigkeiten verfügen. Als Minimalbedingung können die Synergien auch durch zwei Partnerunternehmen bzw. -organisationen geschaffen werden, solange alle drei Funktionen erfüllt werden.
Eine PSP-Partnerschaft ist folglich eine Partnerschaft zwischen unterschiedlichen Ebenen: der Finanzierungs- und der Umsetzungsebene.

### Zielsetzung
Die Aufgaben der gegenwärtigen europäischen Staaten sind gemäß historisch-politisch gewachsenem Verständnis vielfältigster Natur. Von eminenter Bedeutung ist jedenfalls das soziale Interesse an den verschiedensten Schutzfunktionen und -aktivitäten des Staates. Neben dem Grundauftrag des verfassten Gemeinwesens, sozial prekäre und/oder fragile Verhältnisse zumindest zu stabilisieren oder nach Tunlichkeit zu verbessern, trifft den Staat vor allem die Pflicht, den Schwächeren, Benachteiligten und Gefährdeten Schutz zu bieten; und zwar auf allen Ebenen der Staatstätigkeit, nämlich der Gesetzgebung, der Gerichtsbarkeit und der Verwaltung.
Typische Bereiche des Schwächerenschutzes sind das Konsumenten-, das Arbeits-, das Miet- und insbesondere das Sozialrecht. Die jeweilige staatliche Umsetzung der gesellschaftlichen Schutzinteressen ist daher freilich als in die gesamte Rechtsordnung eingebettet zu betrachten; dabei unterliegen sowohl die rechtsdogmatischen Grundlagen als auch die praktische Vollziehung der Rechtsnormen einer stetigen theoretischen (z. B. aus soziologischem, politologischem oder philosophischem Blickwinkel) und praktischen (z. B. durch die Medien oder die politischen Interessengruppierungen) Diskussion. Mit dem „Schutzthema“ teilweise enger, teilweise loser in Verbindung stehend können beispielsweise Begriffe wie „Gemeinwohl“, „Menschenwürde“, „(Verteilungs-)Gerechtigkeit“, „Daseinsvorsorge“ und „Klientelpolitik“ gesehen werden.
Wenn die den Leviathan treffende Pflicht der Schutzgarantie und -gewährung demnach primär auf Individuen oder auf Teilgruppen der staatlichen Bevölkerung bezogen wird, dann werden soziale Erhaltungsinteressen gegenüber dem Staat eher auf die Sicherstellung gesamtgesellschaftlicher Pluralität und (Mindest-)Standards ausgerichtet sein. Das „Erhaltungsinteresse“ tritt solcherart zum Interesse an Schutz hinzu, ja ergänzt dieses. Beispielsweise werden die Rechtsnormen, die den Bezug von Arbeitslosengeld regeln, dem Schutz- und diejenigen, die die Tätigkeit von politischen Parteien determinieren, dem Erhaltungsbereich zuzurechnen sein; die wechselseitige Durchdringung der beiden Interessenbereiche zeigt sich dann, wenn verschiedene Parteien entsprechend ihrer politischen Programme im Rahmen der Rechtsordnung (im Wege der Gesetzgebung) auf diejenigen Rechtsnormen einwirken (können), die die Stellung von arbeitslos Gewordenen regeln.
Den Staat als Adressat Gesellschaftlicher Schutz- und Erhaltungsinteressen trifft daher die Pflicht, diese sowohl durch Rechtsnormen als auch in der Vollziehung derselben umzusetzen, gleichwohl ob dies im eigenen Bereich (Gesetzgebung, der Gerichtsbarkeit und der Verwaltung) oder in Kooperation mit nichtstaatlichen Akteuren in Form von „social partnerships“ geschieht.
Der aus dem juristischen Sprachgebrauch stammende Begriff „Gesellschaftliche Schutz- und Erhaltungsinteressen“ definiert die Zielsetzung einer PSPP nur zu einem Teil. In Bezug auf diese Definition erfolgt die Erweiterung um die „Verfolgung von Aktivitäten zur Verbesserung der Lebenssituation und -chancen von Menschen bzw. Menschengruppen in benachteiligenden Situationen“ Diese Erweiterung ist insofern spezifischer, als diese Definition personenbezogen ist. Trotzdem bleibt die Frage offen, wann Menschen oder Menschengruppen sozial benachteiligt sind oder werden.
Als Bezugspunkt für PSPP sind die Handlungsmaximen eines demokratischen Staates zu wählen. Der demokratisch legitimierte Rechtsstaat orientiert sich an der Handlungsmaxime des Gemeinwohls als Mittel, um seinen Bürgern „insgesamt optimale Lebens- und Entfaltungschancen zu garantieren“ (Reinhold 2000: 204). Was nun der Staat als Gemeinwohl ansieht, schlägt sich in dessen Gesetzgebung nieder. Somit sind Verfassungen und Städtestatuten die am meist geeigneten Indikatoren für den kleinsten gemeinsamen Nenner dafür, was in einer demokratisch organisierten Gesellschaft als Gemeinwohl angesehen wird. Darüber hinaus drückt die jeweils gewählte Regierung den Status-quo über die Gemeinwohlvorstellungen der Gesellschaft aus.
Wird die Gemeinwohlorientierung von der nationalen auf die lokalen Ebenen herunter gebrochen, können die Bezugspunkte z. B. in Österreich auch die Bundesländer, oder sogar noch kleinere Regionen, wie Gemeinden, und ihre jeweiligen Auffassungen von Gemeinwohl (für die jeweilige Region) sein.
Sind nun durch das demokratische Rechtssystem legitimierte Grundsätze und Vorstellungen darüber, was in einer Gesellschaft Existenzabsicherung, Daseinsvorsorge und grundlegende Lebensbedingungen und gesellschaftliche Teilhabe bedeuten, nicht von allen Menschen oder Menschengruppen zu gleichen Teilen wahrnehmbar, ist von sozialer Benachteiligung zu sprechen.
Der öffentlichen Hand fällt die Aufgabe zu, soziale Benachteiligungen zu vermeiden und daher im Sinne einer Voraussicht dort staatlich einzugreifen, wo der Markt ohne staatlichen Eingriff die Gemeinwohlvorstellungen der Gesellschaft nicht erfüllen kann.
Die Reaktion der so genannten Zivilgesellschaft auf benachteiligenden Situationen kann die Benachteiligung sichtbar machen. Am deutlichsten und bemerkbarsten wird die Reaktion, wenn zivilgesellschaftliche Alternativen, die auf die Behebung der Benachteiligungen abzielen, gegründet werden. Dies können Bürgerinitiativen, sozialwirtschaftliche Organisationen, Selbsthilfegruppen, soziale Projekte im Allgemeinen sein.
Festzuhalten ist nochmals, dass hiermit keine normative oder empfehlende Feststellung vorgenommen wurde, was als soziale Benachteiligung gilt bzw. gelten soll. Es wurde eine deskriptive Zugangsweise gewählt, die das gesellschaftliche System und die Legitimierungsmechanismen dieses Systems einbezieht.
Ebenfalls auf der beschreibenden Ebene können – ausgehend von der vorgenommenen Definition – verschiedenste Merkmale von Personen oder Personengruppen beschrieben werden, auf Grund derer Benachteiligungen entstehen können:
Ergebnisse der empirischen Sozialforschung zeigen, dass es drei Hauptmerkmale gibt, deren jeweilige Ausformung stärker und konsequenter als andere Merkmale die soziale Position sowie die Chancen auf gesellschaftliche Teilhabe bestimmen – und somit auch Einflussfaktoren auf potentielle soziale Benachteiligung darstellen. Diese Merkmale sind:
- soziale Schicht,
- Geschlecht,
- Ethnizität bzw. Nationalität.

Darüber hinaus können viele andere Faktoren ausschlaggebend sein. Zu den am häufigsten angeführten zählen physische und psychische Fähigkeiten, sexuelle Orientierung, Alter, Religion und Ausbildung (in starker Korrelation mit der oben genannten sozialen Schicht). Die Liste möglicher Merkmale, die eine soziale Benachteiligung mit sich ziehen können, ist jedoch gerade in Hinblick auf die oben angeführte Bezugsgröße – die gesellschaftlichen Vorstellungen über das Gemeinwohl – nie vollständig, da Benachteiligung hervorrufende Faktoren immer Themen- und situationsabhängig sind.
Die Zielsetzung ist das entscheidende Moment einer PSP-Partnerschaft. Daher sollten alle Komponenten einer PSPP (von den Interaktionen zwischen den teilnehmenden Partnerunternehmen und -organisationen, über die Rollen und Funktionen bis hin zum Prozess des Aufbaus und der Umsetzung der PSPP) mit der von der Partnerschaft gewählten konkreten Zielsetzung vereinbar sein und der Verwirklichung dieser Zielsetzung dienen.
Zum anderen sollten im Sinne der qualitativen Umsetzung einer Public Social Private Partnership der Weg zur Verwirklichung des konkret vereinbarten Zieles sowie die Strukturen, die zur Verwirklichung aufgebaut wurden, der hier beschriebenen allgemeinen Zielsetzung entsprechen. Das bedeutet, dass die Strukturen und Vereinbarungen der Partnerschaft und der Projektprozess an sich so gestaltet werden, dass diese – in ihrer Reichweite bzw. in ihrem Anwendungsgebiet – ebenfalls zur Verbesserung der Lebenssituation benachteiligter Menschen im Sinne obiger Definition beitragen.

### Partnerschaftsprinzipien
Partnerschaft im Allgemeinen ist eine spezifische soziale Interaktionsform welche impliziert, dass zwei oder mehrere Akteure in einem bestimmten, selbstgewählten Bereich zusammenarbeiten. Die Akteure müssen die Wahl haben, ob sie an der Partnerschaft teilnehmen oder nicht. Die Entscheidung gegen die jeweilige spezielle Partnerschaft darf sie nicht in ihrer Existenz gefährden. Die Identität der Partner bleibt auf jeden Fall intakt.
Partnerschaft im Sinne einer Public Social Private Partnership inkludiert die drei Ebenen der Finanzierung, der Trägerschaft und der Nachfrage/Auftragsvergabe.
Damit von einer Public Social Private Partnership gesprochen werden kann, müssen die „konstituierende Partnerschaftsprinzipien“ verwirklicht sein. Die Erfüllung der „erweiterenden Partnerschaftsprinzipien“ sind für die erfolgreiche Durchführung einer Public Social Private Partnership relevant.
Die folgende Tabelle gibt eine Übersicht über die konstituierenden und erweiternden Partnerschaftsprinzipien, wobei die erweiternden thematisch den konstituierenden zugeordnet sind.
| Konstituierende Partnerschaftsprinzipien | Erweiternde Partnerschaftsprinzipien |
| --- | --- |
| | - Transparenz und Verbindlichkeit Transparenz und Verbindlichkeit stellen oberste Prinzipien bei der Zusammenarbeit dar. Dies gilt zum einen für die Partnerschaftsprinzipien selbst: Alle beteiligten Unternehmen/Organisationen müssen sich auf Partnerschaftsprinzipien vor Eingehen der Partnerschaft geeinigt haben, diese müssen explizit gemacht werden und es muss Verbindlichkeit zur Einhaltung dieser Partnerschaftsprinzipien bestehen. Zum anderen gilt das Prinzip der Transparenz und Verbindlichkeit für viele der Inhalte der Partnerschaftsprinzipien, wie zum Beispiel Definition und Offenlegung der Nutzen, Gewinne und Risiken durch die Partnerschaft, der in die Partnerschaft eingebrachten Ressourcen, der gemeinsamen Zielsetzung und der Aufgaben-, Rollen- und Funktionsverteilung. - Inhaltliches Controlling – „Beobachtende Begleitung“ Ein inhaltliches Controlling bzw. eine beobachtende Begleitung ermöglicht eine Verbesserung des Prozesses, eine Optimierung der Leistungen und ein Lernen aus den Erfahrungen während des Projektzeitraums, wobei besonders auf die Umsetzung der konkreten Zielsetzung des Projekts und auf die Beachtung der allgemeinen PSPP-Zielsetzung auch im Prozess wert gelegt wird. Zusätzlich trägt sie zur nachhaltigen Verwertung der Erfahrungen bei. - Gelungene Aushandlungsprozesse im Sinne einer strategischen Partnerschaft Die Partnerschaft ist eine mittel- bis langfristig angelegte strategische Handlungs- und Verantwortungsgemeinschaft, in der die Partner in einem gemeinsamen Leistungserstellungsprozess jeweils ihre spezifischen Inputs in den gemeinsamen Prozess einbringen. Die Entscheidungsfindung durch Verhandlung erfolgt gemeinsam, sodass – ganz im Sinne der allgemeinen PSPP-Zielsetzung – auch im Prozess der Entscheidungsfindung keine Benachteiligungen entstehen oder gefördert werden, sondern im Gegenteil zu deren Beseitigung beigetragen wird. Für die entstehenden Risiken, für den geplanten Input und die zu erwartenden Gewinne ist ein effizienter Tauschmodus festzulegen. Jeder Beteiligte nimmt dabei jene Rolle wahr, die ihm in dieser Partnerschaft zugeteilt ist. Die Gleichwertigkeit der Rollen ist dabei nicht entscheidend, insofern die Partner in ihrer jeweiligen zugeteilten Rolle gleichberechtigt sind. - Gleichberechtigung in den jeweiligen Rollen Die Gleichwertigkeit der ausgehandelten Rollen muss nicht gegeben sein, sehr wohl jedoch die Gleichberechtigung in den jeweiligen Rollen. Sicherzustellen ist, dass Merkmale der Verhandlungspartner oder Unterschiede in der Struktur der Unternehmen/Organisationen in Bezug auf Geschlecht, Alter, Ethnie, Nationalität, sexuelle Orientierung, physische und psychische Fähigkeiten und damit einhergehenden Rahmenbedingungen keine Gründe für eine unterschiedliche Gewichtung der Rollen oder für eine Ungleichbehandlung in der Partnerschaft darstellen. |
| I. Beteiligung von mindestens 3 Partnern, welche folgende Rollen wahrnehmen: die Rollen der Finanzierung, der Umsetzung und der Sicherung durch Nachfrage.                                                              | - Es beteiligen sich jeweils ein Partnerunternehmen bzw. eine Partnerorganisationen aus den Bereichen der Öffentlichen Hand, der Privatwirtschaft und der Sozialwirtschaft. - Klare Aufgaben-, Rollen- und Funktionsverteilung Diese orientiert sich an den tatsächlichen Kompetenzen und dem jeweiligen Fachwissen. Idealerweise nimmt die Sozialwirtschaft die Rolle der Umsetzung, die Privatwirtschaft die Rolle der Finanzierung und die öffentliche Hand die Rolle der Sicherung durch Nachfrage ein. - Klare gemeinsame Zielsetzung Die Partner setzen sich für die Partnerschaft ein gemeinsames, klar umrissenes Ziel. - Gegenseitiges Vertrauen Gerade bei der Erbringung sogenannter „Kernleistungen“ (also Leistungen im sozialen Bereich deren qualitative Erfüllung nur schwer messbar ist) trägt das gegenseitige Vertrauen zwischen den Partnern sehr viel zur erfolgreichen Umsetzung der Partnerschaft bei. - Chemie zwischen den Partnern Die Praxis zeigt, dass die „Chemie“ zwischen Partnern den Aufbau und die gelungene Fortsetzung der Partnerschaft erleichtert. |
| II. Zusammenführung von Ressourcen. Jede(r) Partner(in) muss die Ressourcen, welche er/sie in die Partnerschaft einbringen kann, vorab definieren und offenlegen.                                                       | - Herbeiführung von Synergieeffekten durch Ressourcenbündelung In Aushandlungsprozessen werden die spezifische Ressourcen der Partner so gebündelt, dass es bei der Zusammenarbeit zu nutzbaren Synergiepotentialen kommt. Der Fokus richtet sich auf das Erreichen gemeinsam ausgehandelter Ziele, in denen sich jede(r) Partner(in) wiederfindet. Dadurch werden Synergie-Effekte für die Beteiligten nutzbar gemacht, die ohne Partnerschaft so nicht entstehen würden. - Angemessenheit von Ressourcen und Größe der Partnerschaft Ressourcen für die Partnerschaft (Humanressourcen) müssen der Größe der Partnerschaft entsprechen. Es sind ausreichend Zeitressourcen für das Management der Partnerschaft vorzusehen. - Vergrößerung des individuellen Handlungsspielraums Durch die Teilung der Chancen und Risiken auf der Outputseite und dem Mix der von den jeweiligen Partnern eingebrachten Ressourcen auf der Inputseite vergrößert sich der Handlungsspielraum der einzelnen Organisationen. Verhältnismäßigkeit von In- und Output Das Risiko und der Gewinn müssen je nach Ressourceneinsatz auf die Partner aufgeteilt werden. - Verhältnismäßigkeit von In- und Output Das Risiko und der Gewinn müssen je nach Ressourceneinsatz auf die Partner aufgeteilt werden. |
| III. Möglichkeit der Erfüllung der je nach Unternehmen / Organisation individuellen Nutzenerwartungen. Voraussetzung dafür ist, dass sich die unternehmens-individuellen Nutzenerwartungen einander nicht ausschließen. | - Risiko-Teilung bzw. Risiko-Senkung Das Unternehmensrisiko (ökonomisch und technologisch) und die Gewinne werden geteilt bzw. durch die Beteiligung an der Partnerschaft für die einzelnen Partner gesenkt. Für die entstehenden Risiken und Gewinne ist ein effizienter Tauschmodus festzulegen. Jeder Beteiligte nimmt dabei jene Rolle wahr, die ihm in dieser Partnerschaft zugeteilt ist. Die Gleichwertigkeit der Rollen ist dabei nicht entscheidend, insofern die Partner in ihrer jeweiligen zugeteilten Rolle gleichberechtigt sind. - Konkreter Bedarf Für jeden Partner muss ein konkreter Bedarf für das Eingehen einer Partnerschaft vorhanden sein. |

### Rollen und Funktionen in einer PSPP
In einer PSPP werden überwiegend drei Rollen wahrgenommen:
1) Finanzierung der Infrastruktur für die Umsetzung sozialer Produkte und Dienstleistungen bzw. Finanzierung der Entwicklung sozialer Produkte und Dienstleistungen
2) Umsetzung (Übernahme der Trägerfunktion: d. h. Bedarfserkennung, Ideengeberin, Koordination von der Planung bis zur Errichtung und Betreibung)
3) Nachfrage: Sicherung des Zahlungsflusses durch garantierte Abnahme der Produkte und Dienstleistungen
Alle drei Rollen können von unterschiedlichen Partnern wahrgenommen werden. Jedoch liegen in jedem der beteiligten Bereich (Öffentliche Hand, Privatwirtschaft, Sozialwirtschaft) unterschiedliche Kompetenzgebiete und Interessensschwerpunkte und somit bestehen auch unterschiedliche Prioritätensetzungen in der Einnahme dieser Rollen.

### Ausgangsbedingungen
Vor dem Hintergrund der Ausführungen über die Begrifflichkeit PPP und dem darauf aufbauenden Qualitätsmodell PSPP ergibt sich als Bedingung, damit ein PPP zu einem PSPP werden kann, die Bereitschaft aller Beteiligten, im Rahmen einer Kooperation ausschließlich das als Lösungen, Ziele und Inhalte zu definieren und zuzulassen, was im Minimum von mittel- bzw. langfristigem Bestand sind. (Zu unterscheiden wäre hiervon, dass die Zielerreichung mittel- bzw. langfristig erfolgen müsste: dies ist hier nicht gemeint). Dies betrifft sowohl die Ziele selbst als auch, dass jene Voraussetzungen und Rahmenbedingungen berücksichtigt und geschaffen werden, die die Zielerreichung zu mittelfristigem und langfristigem Bestand werden lassen können.
Diese Bedingung ergibt sich als Unterschied zu einem PPP daraus, dass Inhalte von PSPP Inhalte und Ziele der Öffentlichen Hand (Gemeinwohl bzw. Daseinsfürsorge) sind, welche nicht den Gesetzen von Angebot und Nachfrage unterliegen. Diese Ziele und Inhalte liegen stattdessen in der Gewährleistung vereinbarten Gemeinwohls gegenüber der Zivilgesellschaft. Solcherart gesellschaftlich vereinbarte Grundsatzbeschlüsse stellen notwendige und wesentliche Bausteine für einen sozialen Frieden durch Sicherheit und Gerechtigkeit dar, der sich dadurch ergibt, dass Bürger einer Gesellschaft auf vorweg gesellschaftlich vereinbarten Leistungen ihre individuelle Existenzgestaltungen verbindlich gründen und aufbauen können. Dies ist Voraussetzung zur Prävention von Benachteiligungen bzw. von zu Benachteiligung führenden Lebenssituationen.
In diesem Sinn orientieren sich mittelfristige PSPP-Lösungen und -Ziele an der Dauer von Legislaturperioden von Kommunen und Staaten; Langfristigkeit bedeutet dabei quantitativ betrachtet alles, was länger als Mittelfristigkeit (im oben genannten Sinn) darstellt, qualitativ gesehen, alles was Qualität und Bestand von Verfassungs- bzw. Statutarvereinbarungen schafft und sichert – im Sinne der Prävention bzw. Verhinderung von Benachteiligungen bzw. von benachteiligenden Lebenssituationen.

### Ablauf
Am Beginn einer Public Social Private Partnership steht das Erkennen einer sozialen Problematik durch ein sozialwirtschaftliches Unternehmen (beispielsweise stellt eine Organisation der Behindertenbetreuung fest, dass viele Menschen mit Behinderungen in ländlichen Regionen vor der Schwierigkeit stehen, dass Wohnort und möglicher Arbeitsplatz zu weit voneinander entfernt sind). Es entsteht eine Idee zur Lösung der Problemlage und das sozialwirtschaftliche Unternehmen entwickelt auf Basis seiner langjährigen Erfahrung in diesem Bereich und seines Know-hows eine soziale Dienstleistung, für welche eine Infrastruktur errichtet werden muss (beispielsweise eine arbeitsplatznahe betreute Wohnmöglichkeit für behinderte Menschen, welche auch auf die unterschiedlichen Notwendigkeiten je nach Geschlecht, Alter oder kulturellem Hintergrund eingeht). Um die Umsetzung realisieren zu können, spricht das sozialwirtschaftliche Unternehmen ein Partnerunternehmen an, welches die Finanzierung übernehmen kann (beispielsweise eine Regionalbank) und bindet eine Organisation der öffentlichen Hand ein, welches an der Erbringung der sozialen Dienstleistung interessiert ist (beispielsweise das für Behinderungen zuständige Sozialamt oder die zuständige Landesbehörde). Dieses gewährleistet den Zahlungsfluss durch die Abnahme der sozialen Leistung und ermöglicht dadurch eine kostengünstigere Finanzierung durch das privatwirtschaftliche Partnerunternehmen.
Daraufhin plant das sozialwirtschaftliche Unternehmen die Umsetzung, bildet eventuell eine Trägerschaftspartnerschaft, errichtet die notwendige Infrastruktur (das behindertengerechte und arbeitsplatznahe Wohnhaus) und setzt schließlich die soziale Dienstleistung um (die Betreuung der Bewohner).
In dieser beispielhaften Darstellung wurden der zeitliche Ablauf und eine gewisse Rollenverteilung bereits sichtbar. Im Folgenden werden die Phasen einer PSPP nochmals überblicksartig dargestellt.
1) Bedarfsfeststellung
Im Sinne der allgemeinen Zielsetzung einer PSPP ist bei der Bedarfsfeststellung darauf zu achten, dass Merkmale, welche eine Benachteiligung in einem bestimmten Feld hervorrufen oder verstärken können, analysiert und berücksichtigt werden.
2) Idee
3) Entwicklung der sozialen Produkte und Dienstleistungen
4) Aufbau der Finanzierungspartnerschaft mit Organisationen / Unternehmen der Privatwirtschaft und der Öffentlichen Hand
5) Planung der Umsetzung
6) Errichtung der Infrastruktur bzw. der Voraussetzungen zur Umsetzung der Produkte und Dienstleistungen
7) Umsetzung: Betreibung der Infrastruktur und Durchführung der sozialen Dienstleistungen bzw. Anbieten der sozialen Produkte

## Finanzierung
Die Klassifizierung der Modelle orientiert sich an PPP-Modellen, da Zusammenarbeitsformen von zwei Partnern als Ausgangsbasis für Zusammenarbeitsformen von drei Partnern angesehen werden können. Die obige Darstellung umfasst somit die in der PPP-Praxis anzutreffenden Modelle, mit Ausnahme des Betriebsführungs- und Betriebsüberlassungsmodells, da bei diesen mit der Hereinnahme eines dritten Partners keine positiven Zusatzeffekte zu erwarten sind und sich diese schon im PPP-Bereich an der Untergrenze hinsichtlich der realisierbaren Effizienzgewinne bewegen.

### Finanzierungsinstrumente
Ausgangspunkt des (echten) Factoring ist eine langfristige Vertragskonzeption zwischen der Kommune und einem Privaten, auf dessen Basis der Private eine öffentliche (Teil-)Leistung übernimmt, so dass aufgrund ihres gesicherten Entgeltflusses (Dauerschuldverhältnis) als Anwendungsbereich alle PSPP in Frage kommen. Das Factoring beruht nun darauf, dass die private Betreiber- oder Objektgesellschaft einen Teil der ihr zukünftig zustehenden Forderungen aus dem Vertrag mit der Kommune zum Barwert (abzüglich einer Provision) an ein Factoringinstitut verkauft und die Mittel aus dem Zufluss des Forderungsbarwertes zur Finanzierung des Projektes einsetzt, so dass nur in geringem Maße Eigenmittel benötigt werden (vgl. Kirchhoff 1995). Dies ist gerade für mittelständische Unternehmen von erheblichem Vorteil, um gegenüber den kapitalstarken Großunternehmen bestehen zu können.
- Kommunale Bürgschaft

Neben dem Factoring durch den privaten Partner ist es zur Optimierung der Finanzierungskosten in vielen PSPP-Konzeptionen nicht unüblich, dass die Fremdkapitalbeschaffung des privaten Partners in Form von Hypothekendarlehen oder langfristigen Kapitalmarktmitteln neben den dinglichen Sicherheiten des Darlehensnehmers um eine kommunale Bürgschaft ergänzt werden.
- Stille Beteiligung

Bei allen Formen der stillen Beteiligung erfolgt eine zeitlich befristete Kapitalbeschaffung durch die Aufnahme eines meist rein renditeorientierten stillen Gesellschafters (Beteiligungsfinanzierung). (vgl. Kirchhoff 1995).
- Öffentliche Finanzhilfen

Im Rahmen bestimmter Modelle für kommunale sozialwirtschaftliche Aufgaben können neben Kapitalmarktmitteln und Eigenkapital auch öffentliche Finanzierungshilfen in Form von zinsverbilligten Darlehen bzw. Investitionszuschüssen in die Modelle integriert werden. In vielfältiger Weise gewähren Bund, Länder und die Europäische Union, sofern ein Tatbestand für eine der diversen öffentlichen Finanzierungshilfen erfüllt ist, Zuwendungen für die Untersuchung, Planung und Durchführung kommunaler sozialwirtschaftlicher Investitionen.(Höftmann 2001)
- Sponsoring

Sponsoring lässt sich als eine Geschäftsbeziehung charakterisieren, die aus Leistung und Gegenleistung besteht (vgl. Arnold, Maelicke 2003). Die Leistung des Sponsors besteht darin, dass dieser der gesponserten Organisation Ressourcen in Form von Finanzmitteln, Sachmitteln oder Dienstleistungen zur Verfügung stellt. Als Gegenleistung erhält der Sponsor gewisse Rechte, sein Engagement unternehmensintern und -extern im Rahmen seiner Kommunikationspolitik öffentlich darzustellen. Er nutzt also die gesponserte Organisation bzw. deren Leistungen für die Gestaltung eigener Kommunikationsmaßnahmen. Beim Sponsoring handelt es sich um eine Austauschbeziehung, die beiden Seiten Nutzen schaffen soll.
Als konstitutives Merkmal des Sponsoring ist darüber hinaus die vertragliche Fixierung von Leistung und Gegenleistung anzusehen. Beide Seiten müssen sich über ihre vertraglichen Verpflichtungen im Klaren sein. Eine schriftliche Vertragsgestaltung ist dabei zwar nicht erforderlich, aber empfehlenswert.
- Soziale Anleihenemission

Als weiterer Zusatzbestandteil wäre aber auch die Begebung einer Anleihe denkbar. Anleger könnten hier im Wege eines Zinsverzichts in einer bestimmten Größe, was indirekt einer Spende gleichkommt, einen Betrag zur Finanzierung von PSPP-Projekten leisten. Im Gegensatz zu typischen Anleihen, deren Verzinsung sich an der Bonität der entsprechenden Unternehmung orientiert, und für sozialwirtschaftliche Einrichtungen auch aufgrund eines gewissen Mindestausgabevolumen von ca. 50 Mio. € bzw. 5 Mio. € bei den neu entwickelten Mittelstandsbonds, bringen soziale Anleihen durch den anlegerseitigen Zinsverzicht tatsächlich einen Vorteil gegenüber der alternativen Kreditfinanzierung. Ein erfolgreiches Beispiel hierfür wäre die Soziale Anleihe ELAG (Elisabeth Liegenschafts-Entwicklungs-Aktiengesellschaft). Diese von der Caritas der Diözese Linz und der KOOP Lebensraum Beteiligungs-AG gegründete Gesellschaft hat in der von ihr begebenen Anleihe in ihren Veranlagungsrichtlinien eine risikoarme Veranlagung, die karitativ-soziale Ausrichtung und die Investition in Objekte, deren laufende Erträge zumindest eine Rendite im Ausmaß der Inflationsrate erwarten lassen, als Grundsätze verankert.

### PSPP-Modelle

#### Dienstleistungsmodelle
- Komplexes Contracting Out

Unter Contracting-Out wird allgemein die Ausgliederung, Auslagerung und der Fremdbezug von Teilleistungen einer öffentlichen Aufgabe im Wege der Auftragsvergabe an private Unternehmen verstanden. Es stellt somit das öffentliche Pendant zum privatwirtschaftlich schon lange im Rahmen der Fokussierung auf Kernkompetenzen praktizierten Outsourcing dar (vgl. Müller, Prankebenberg 1997).

#### Sonderfinanzierungsformen
- Leasing und Fondsleasing

Die sich aus der Definition von PPP ergebenden Mindestanforderungen an das kommunale Leasing bringen es mit sich, dass nicht alle Leasingaktivitäten der Kommunen auch als PPP bezeichnet werden können. Vor allem weite Teile des Mobilienleasing, wie die einfache Anlagenvermietung ohne Dienstleistungen, fallen nicht unter PPP. Bei den zu den Sonderfinanzierungsformen zu zählenden Leasingvarianten handelt es sich immer dann um eine Ausprägung eines PPP, wenn der durch den Wettbewerb ermittelte Investor neben der Übernahme der reinen Finanzierungsfunktion zusätzlich komplementäre Dienstleistungen erfüllt und weitergehende Aufgaben übernimmt. Der private Partner übernimmt inderartigen Fällen insbesondere wesentliche Leistungsbereiche vor, während und/oder nach der Erstellung eines entsprechenden Projekts (vgl. Höftmann 2001).
- Konzessionsmodell

Beim Konzessionsmodell bestehen konzeptionell und besonders haushaltsrechtlich weitgehende Ähnlichkeiten zum Leasing bzw. Fondsleasing, sämtliche Restriktionen und verzögernde Wirkungen, insbesondere steuer- und eigentumsrechtliche Probleme, werden jedoch umgangen (vgl. Rehm 1994). Im Zentrum der Gestaltung steht der Verzicht auf steuerliche Vorteile sowohl auf Seiten der Projektnehmer als auch bei den Finanziers, so dass sich beim Konzessionsmodell hieraus keine finanztechnischen Einspareffekte erzielen lassen. Die geringen Realisierungshemmnisse haben insofern ihren Preis und schlagen sich (im Vergleich zum Leasing) in höheren jährlichen Mietraten nieder (vgl. Scheele 1993).

#### Betreibermodelle
- Betreibermodell

Grundidee eines jeden Betreibermodells ist, dass sich die Kommune langfristig zur Erfüllung einer ihrer hoheitlichen Aufgaben eines privaten Dritten bedient, wobei die komplette Aufgabe vorübergehend ausgelagert und fremdbezogen wird. Die Gemeinde kann auf diesem Wege während der Errichtungs- und der Betriebsphase privates Kapital und Know-how im Rahmen einer zeitlich beschränkten Privatisierung nutzen, ohne dass sie Anteile an der Betreibergesellschaft hält. (vgl. Rudolph, Büscher 1995).
- BOT-Modell

Da Betreibermodelle mit einer Laufzeit von 20–30 Jahren durch ihre Langfristigkeit gekennzeichnet sind und eine frühzeitige (Rück-)Übertragung auf die Kommune nicht zu erreichen ist, hat sich mit den BOT-Modellen (Build, Operate, Transfer) eine Kurzläufervariante zu den Betreibermodellen mit einer durchschnittlichen Laufzeit zwischen drei und zehn Jahren herausgebildet (vgl. Kirchhoff 1997). Insofern handelt es sich im Wesentlichen um eine Übergangslösung mit privater Planung und Erstellung sowie kurzfristigem privaten Betrieb in den ersten vergleichsweise risikoreichen (Anlauf-)Jahren, so dass man BOT-Modelle auch Kurzzeitbetreibermodelle nennen kann.(vgl. Höftmann 2001).
- Kooperationsmodell

Grundidee eines Kooperationsmodells ist die Gründung einer juristischen Person des Privatrechts (meist einer GmbH), an der sich sowohl die Kommune als auch mindestens ein privates Unternehmen direkt oder unter Zwischenschaltung einer Vorschaltgesellschaft beteiligen. Diese gemischt kommunal-private Trägerschaft auf gesellschaftsrechtlicher Grundlage ist das eigentliche Charakteristikum dieser bereits seit rund 100 Jahren bestehenden, vor allem zur Monopolkontrolle im Versorgungsbereich entwickelten Kooperationsmodelle (vgl. Hering, Matschke 1997), weshalb diese auch gemischt-wirtschaftliche Gesellschaften genannt werden.

## Umsetzung

### Nutzen
Nutzen ist immer subjektiv, situationsabhängig und Kontext gebunden. Je nach Unternehmen bzw. Organisation, je nach Projekt und je nach Zeitpunkt stellt sich ein anderer Nutzen dar. Im Gegensatz zu einem monetären Gewinn ist ein Nutzen qualitativ.
Welchen Nutzen einzelne Partner aus der Beteiligung an einem PSPP-Projekt ziehen ist demnach je nach eingenommener Rolle unterschiedlich. Die Nutzenaspekte variieren, ob jemand auf der Finanzierungsebene, auf der Trägerschaftsebene oder auf beiden Ebenen tätig ist. Beteiligt sich ein Partner ausschließlich als Finanzierer ist der Nutzen zumeist sehr leicht monetär bezifferbar und es werden weniger qualitative Nutzenaspekte wirksam.
Je nach eingenommenen Rollen können daher auch die an einer PSP-Partnerschaft teilnehmenden Unternehmen bzw. Organisationen einen unterschiedlichen Nutzen aus dem Eingehen der Partnerschaft ziehen.

#### Privatwirtschaft
Nimmt die Privatwirtschaft die Rolle der Finanzierung wahr, kann für sie die Beteiligung an einem PSPP-Projekt zu ihrer Corporate Social Responsibility (CSR) beitragen.
Geht die Beteiligung der Privatwirtschaft über eine Finanzierungsbeteiligung hinaus und übernimmt sie auch Aufgaben und Funktionen im Rahmen der Umsetzung, kann das PSPP-Projekt sogar Teil eines Corporate Citicenships des privatwirtschaftlichen Unternehmens werden.

#### Öffentliche Hand
Die Öffentliche Hand ist an der guten, effizienten und kostensparenden Erfüllung öffentlicher Aufgaben interessiert. Sie fragt die sozialen Leistungen nach. Nimmt sie im Rahmen der PSPP die Rolle der Nachfragerin ein,
- braucht sie einerseits aufgrund der Beteiligung von Unternehmen/Organisationen der Sozialwirtschaft nicht selbst die Fachexperten für die Koordination und Umsetzung stellen.

- Andererseits muss die öffentliche Hand durch die Partnerschaft mit privaten, finanzierenden Unternehmen nicht selbst für die Finanzierung von Entwicklungs- und Errichtungskosten aufkommen

- und es können Liquiditätsengpässe, welche Entwicklungen im Sozialbereich behindern, umgangen werden.

#### Sozialwirtschaft
Die Rolle als Umsetzerin ermöglicht der Sozialwirtschaft:
- soziale Dienstleistungen und Produkte zu entwickeln und anzubieten, da die PSP-Partnerschaft eine Finanzierung dieser Leistungen aufbringt.

- Die Finanzierungspartnerschaft schafft die Voraussetzung dafür, dass die Sozialwirtschaft längerfristige Investitionen tätigen kann, die beim reinen Verkauf von Dienstleistungen und Produkten an die öffentliche Hand nicht möglich sind.

Weitere je nach beteiligter Organisation individuelle Nutzenaspekte eines PSPP-Projekts können von einem gemeinsamen Öffentlichkeitsauftritt, über Know-how-Transfer, Kosten- und Ressourcenersparnis, Erschließung neuer Märkte und Aufgaben, gesteigerte Zufriedenheit der Mitarbeiter, Übernahme neuer Werte für das Unternehmen / die Organisation, Stärkung und Vergrößerung des Netzwerkes bis hin zu einer stärkeren regionalen Verankerung reichen.
All diese Nutzenaspekte können danach bewertet werden, wie relevant sie für den Außenauftritt des Unternehmens bzw. der Organisation, die Zufriedenheit der Kunden sind und wie nachhaltig der Nutzen für das Unternehmen bzw. die Organisation wirkt.
Bevor sich Unternehmen und Organisationen zum Eingehen einer Partnerschaft entscheiden, stellen sie sich immer die Frage nach dem individuellen Nutzen, den die eigene Organisation / das eigene Unternehmen aus der Beteiligung ziehen.
Da bei sozialen Projekten die qualitativen Nutzenaspekte sehr hoch sind und gerade diese sehr schwer einzuschätzen sind, gibt es ein einfach handhabbares und effizientes Instrument, den Nutzen-Kompass, erarbeitet von der Entwicklungspartnerschaft PSPP.
Dieser Nutzen-Kompass dient in der Aufbauphase eines Partnerschaftsprojekts der Identifizierung und Einschätzung des Nutzens einer Beteiligung an PSPP-Projekten für das einzelne Unternehmen / die einzelne Organisation sowie dessen übersichtliche Darstellung.
Im Nutzen-Kompass werden sowohl qualitative als auch monetäre Nutzenaspekte einerseits in einer beschreibenden und andererseits in einer quantifizierten bewertenden Form dargestellt. Der Schwerpunkt liegt auf der Veranschaulichung des qualitativen Nutzens, also jenem, der nicht oder nur schwer monetarisierbar ist. Die einzelnen Nutzenaspekte sind je Projekt, je nach Unternehmen/Organisation und je nach Rolle und Funktion unterschiedlich auszuarbeiten bzw. abzustimmen.
Im Manual zum Nutzen-Kompass ist dessen Funktionsweise detaillierter beschrieben. Eine ausführlichere Beschreibung möglicher Nutzenaspekte beinhaltet der Nutzen-Kompass selbst.

## Ausblick: Chancen und Potentiale
Unter Beachtung der Bedingungen wann PSPP wie und unter welchen Qualitätskriterien zum Einsatz kommt, eröffnet die Durchführung einer Public Social Private Partnership große Nutzenaspekte sowohl für die begünstigten Personen(gruppen) selbst, als auch für alle beteiligten Organisationen und Unternehmen.
Durch eine PSPP können auch die Bedürfnisse jener benachteiligter Personen(gruppen) berücksichtigt werden, welche bisher gar nicht oder nicht adäquat beachtet wurden bzw. wird das Leistungsspektrum für die benachteiligten Personen(gruppen) erweitert. Private Unternehmen haben üblicherweise eine stärkere Orientierung hinsichtlich der Konsumentenbedürfnisse. Dies trifft im Falle von PSPP auch auf die sozialwirtschaftlichen Unternehmen zu, welche im Vergleich zu nicht-sozialwirtschaftlich orientierten Unternehmen und Organisationen eine stärkere Orientierung bezüglich der Bedürfnisse der Klienten aufweisen.
Die im Rahmen von PSPP entwickelten Lösungen können überdies mittel- bis langfristig angeboten werden und tragen somit zu einer nachhaltigen Verankerung und Strukturveränderung bei.
Für privat- oder sozialwirtschaftliche Unternehmen bzw. Organisationen ermöglicht die Beteiligung an PSPP eine Erweiterung ihrer Geschäftsfelder sowie die Möglichkeit, in etablierten ebenso wie neuen Feldern als kompetente Partner aufzutreten. Sozialwirtschaftliche Organisationen und Unternehmen erlangen die Chance, mit Hilfe von Public-Social-Private-Partnerschaften notwendige längerfristige Investitionen zu tätigen, welche durch eine klassische Geschäftsbeziehung zwischen Sozialwirtschaft und öffentlicher Hand (Zukauf von sozialen Dienstleistungen durch die öffentliche Hand) nicht möglich wären.
Die öffentliche Hand wiederum kann die Fachkompetenzen der sozial- und privatwirtschaftlichen Unternehmen und Organisationen nutzen. Dadurch besteht die Möglichkeit der Konzentration aller Beteiligten auf ihre jeweiligen Kernkompetenzen. Für die öffentliche Hand erschließt sich somit die Chance, ihre Verantwortung in Hinblick auf die Daseinsfürsorge effizient, kostensparend und ohne Verzögerungen durch Liquiditätsengpässe wahrzunehmen.
Zusätzlich zum speziellen Nutzen für benachteiligten Personen(gruppen) kommen also jene positive Aspekte zum Tragen, welche auch bei „klassischen“ PPPs greifen (vgl. Pölzl/Preisch 2003):
- Nutzung von Synergieeffekten durch wechselseitige Bereitstellung von Informationen und Fähigkeiten.
- Eröffnung neuer Finanzierungsmöglichkeiten zur Durchführung von Investitionsvorhaben.
- Zielorientierte Aufgaben- und Funktionsteilung führt zur Effizienzsteigerung.
- Durch die letzten beiden genannten Punkte kommen Beschleunigungseffekte zustande.
- Geringeres Risiko für die einzelnen Beteiligten durch Aufteilung der Risiken.

Die Chancen, die die Durchführung von Public Social Private Partnerships eröffnen, können am besten wahrgenommen werden, wenn die beteiligten Organisationen das notwendige Know-how mittels einer professionellen Begleitung und Beratung zur Umsetzung zur Verfügung gestellt bekommen. In Österreich ist schon PPP ein relativ neues Feld – dies wird auch daran ersichtlich, dass es weder ein nationales „PPP-Beschleunigungsgesetz“ wie in Deutschland gibt, noch PPP-Task-Forces zur professionellen Etablierung von Public Private Partnerships. Die Erweiterung durch den qualitativen Moment der explizit sozialen Zielsetzung bedarf umso mehr einer kompetenten Begleitung, um das relativ komplexe Vorhaben qualitativ hochwertig und erfolgreich umzusetzen. Denn es müssen nicht nur rein kommerziell-privatwirtschaftliche Zugangsweisen einerseits und verwaltungstechnische-öffentliche andererseits berücksichtigt werden, sondern auch die Kompetenzen hinsichtlich der sozialen Zielsetzung und Realisierung müssen zielführend und fachkundig eingebracht werden.
Gesellschaftspolitisch gesehen eröffnen Public Social Private Partnerships gerade durch die idealtypische Vorgehensweise der Bedarfsfeststellung in der Praxis – durch die im Feld agierenden sozialwirtschaftlichen Unternehmen und Organisationen – neue Anwendungsfelder: nicht nur für die Sozial- und Privatwirtschaft, sondern auch für die öffentliche Hand. Es entsteht die Chance, dass die Entwicklung sozialer Leistungen nicht nur als Top-Down-Prozess erfolgt – indem die öffentliche Hand den Bedarf formuliert und zur Vergabe bringt, sondern dass ebenso aus den gesellschaftlichen Interessen der Zivilgesellschaft heraus Bedürfnisse formuliert werden und diese – die bisher entweder gar nicht oder rein privat erbracht wurden – in Kooperation mit der öffentlichen Hand erfüllt werden könnten. Um diese Chance zu nutzen, muss die öffentliche Hand Flexibilität und Innovationsbereitschaft zeigen und die politischen und rechtlichen Rahmenbedingungen müssen dieses Bottom-Up-Prinzip ermöglichen. Bei vielen sozialen Innovationen, wie beispielsweise die Rot-Kreuz-Bewegung oder die Emanzipationsbewegung der Frauen – um nur zwei zu nennen, ging die Initiative von privaten bzw. zivilgesellschaftlichen Aktivitäten aus und wurden erst später von Seiten der öffentlichen Hand aufgegriffen und unterstützt – bzw. durch die Unterstützung auch einflussnehmend geleitet.